# Lübschützer Teiche

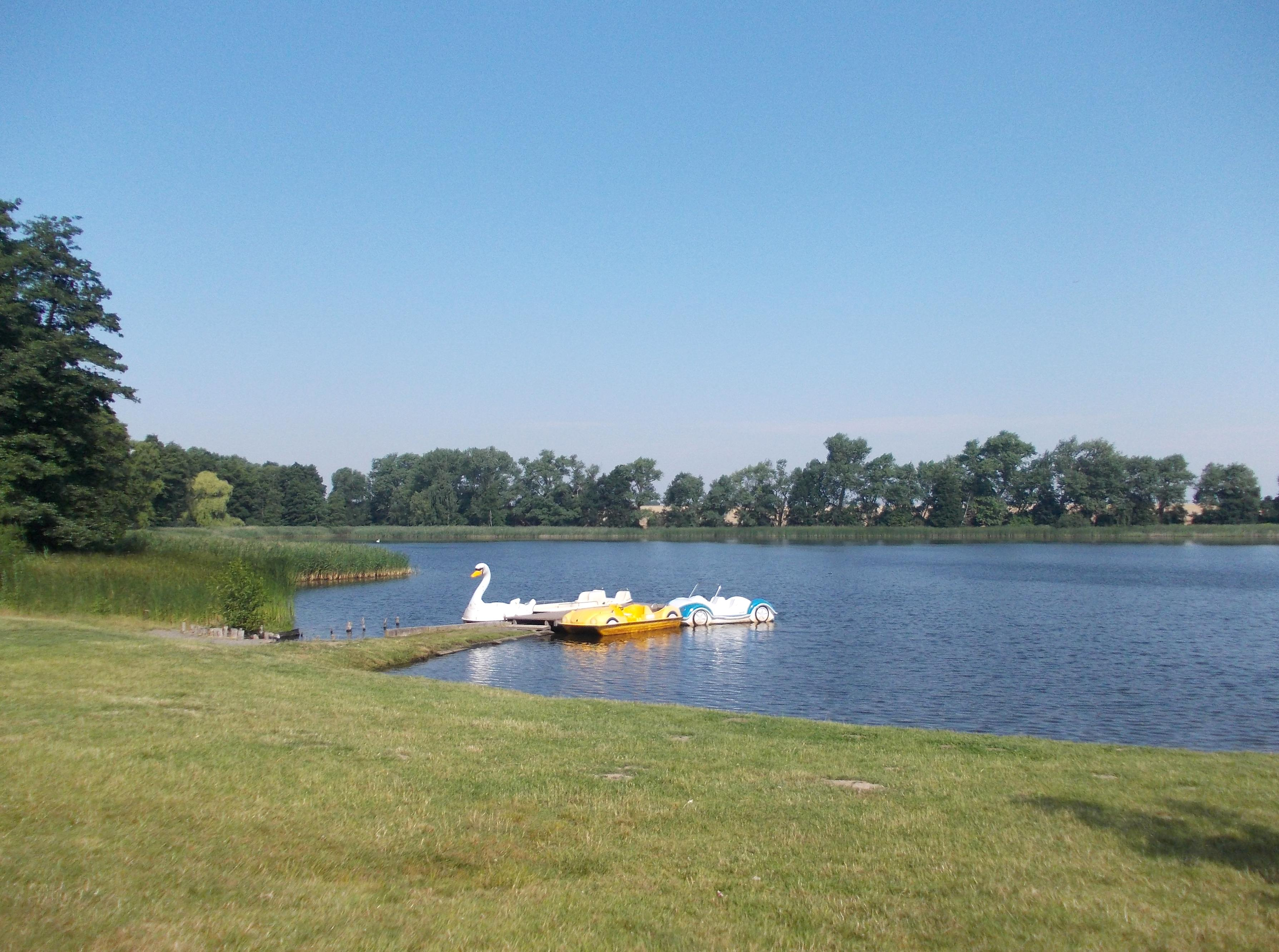
Am Sahlweidenteich

Die Lübschützer Teiche sind eine Reihe künstlich angelegter Gewässer westlich des nach Machern eingemeindeten Dorfes Lübschütz im Landkreis Leipzig in Sachsen. Sie gehören zum Landschaftsschutzgebiet Lübschützer Teiche – Tresenwald.

## Beschreibung
Etwa zweieinhalb Kilometer nördlich von Machern verläuft in west-östlicher Richtung ein flaches Tal. Durch quer liegende Schüttdämme sind acht Teiche aufgestaut. Die Entfernung vom ersten bis zum letzten beträgt etwa 3,5 Kilometer, ihr Höhenunterschied rund 30 Meter.
Die Namen der Teiche sind (im Westen beginnend, in Klammer ihre Fläche) Tresenteich (früher Holzteich, 2,3 ha), Iristeich (5,8 ha), Sahlweidenteich (früher Zeylweidenteich, 6,1 ha), Galgenteich (6,0 ha), Quellenteich (2,9 ha), Stachelnußteich (0,4 ha), Schwemmteich (0,7 ha) und Mühl- bzw. Gemeindeteich (0,6 ha). Die Teiche werden von einem Bach durchflossen, der im Tresenwald entspringt und im Oberlauf Tresenbach heißt. Von den Teichen an heißt er Bach von den Lübschützer Teichen. Er mündet bei Püchau in den Seebach und dieser nördlich von Püchau in die Mulde.
Die Teiche sind alle von Baumreihen umstanden. Nach Norden schließt sich Ackerland an, nach Süden Wald und Eigentumsgrundstücke sowie am Iristeich ein Golfplatz. Die Uferbereiche der Teiche, besonders nach Westen und Norden, sind teilweise mit Schilf bewachsen. An der Südseite führt ein Weg von der Bundesstraße 107 bis zum Irissee vorbei an Eichen aus der Zeit der Anlegung der Teiche.

## Nutzung
Die Teiche dienen primär der Fischzucht. Sie werden bewirtschaftet von der privaten Teichwirtschaft Machern. Diese bietet vorwiegend Karpfen, aber auch Hechte, Schleien und Welse. Angeln ist nur im Mühlteich und mit Angelkarte im Sahlweidenteich erlaubt.
Die Teiche bieten auch Naherholungsmöglichkeiten. Am Sahlweidenteich befindet sich die Gaststätte „Lübschützer Teiche“ mit einem Kinderspielplatz, einem Streicheltierzoo, Tretbootverleih und einem kleinen Badestrand mit Liegewiese. Daneben, südlich des Galgensees, liegen ein Campingplatz und ein Bungalowdorf.

## Geschichte
Das Gelände der Teiche war Bestandteil des Grundbesitzes des Rittergutes Püchau. Da sieben Teiche bereits in den Meilenblättern von Sachsen verzeichnet sind, ist ihre Anlage spätestens auf das 18. Jahrhundert zu datieren. Bis auf den Tresen- und den Sahlweidenteich haben alle Teiche noch ihre ursprünglichen Namen. Erst während der DDR-Zeit wurde der Iristeich angelegt.
Etwa 200 Meter südlich des Quellenteiches wurde in den Jahren von 1968 bis 1972 eine Bunkeranlage errichtet, die im Kriegsfalle für etwa 100 hauptamtliche Mitarbeiter des Ministeriums für Staatssicherheit Platz geboten hätte. Die heute allgemein als Stasibunker bezeichnete Anlage kann am letzten Wochenende im Monat besichtigt werden.

## Impressionen

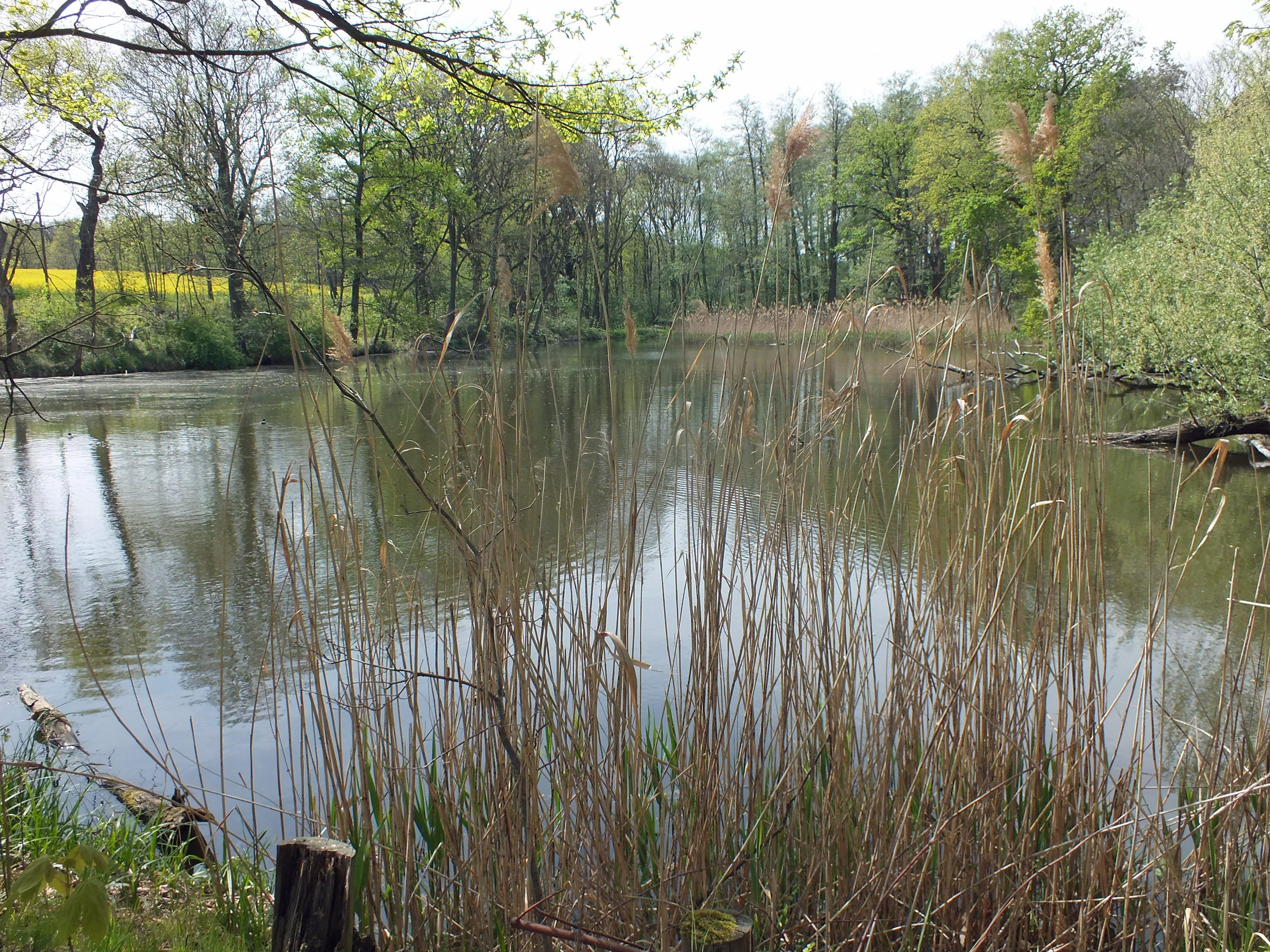
Stachelnußteich, der kleinste der Teiche
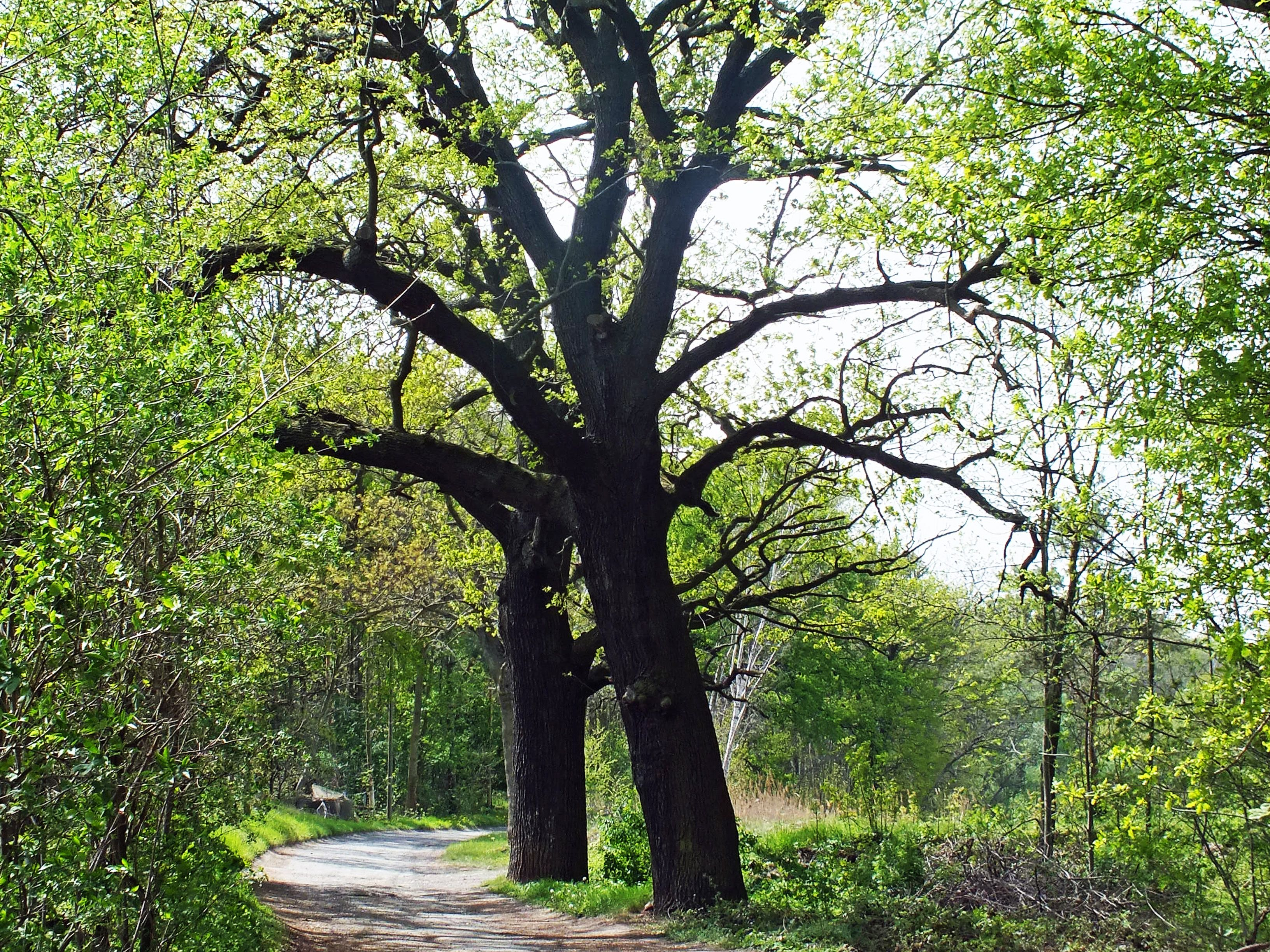
Alte Eichen am Quellenteich
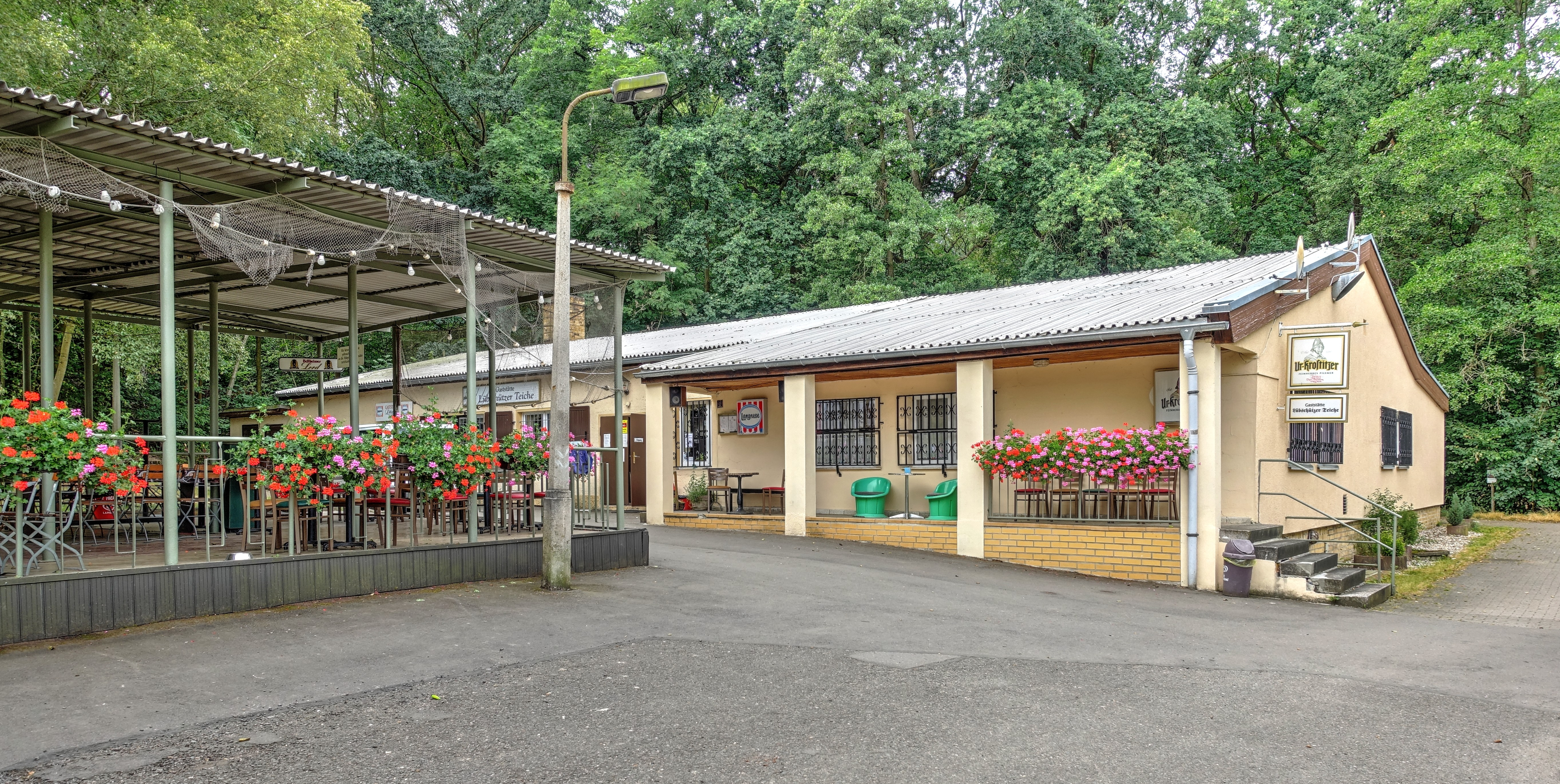
Gaststätte "Lübschützer Teiche" mit Freisitz
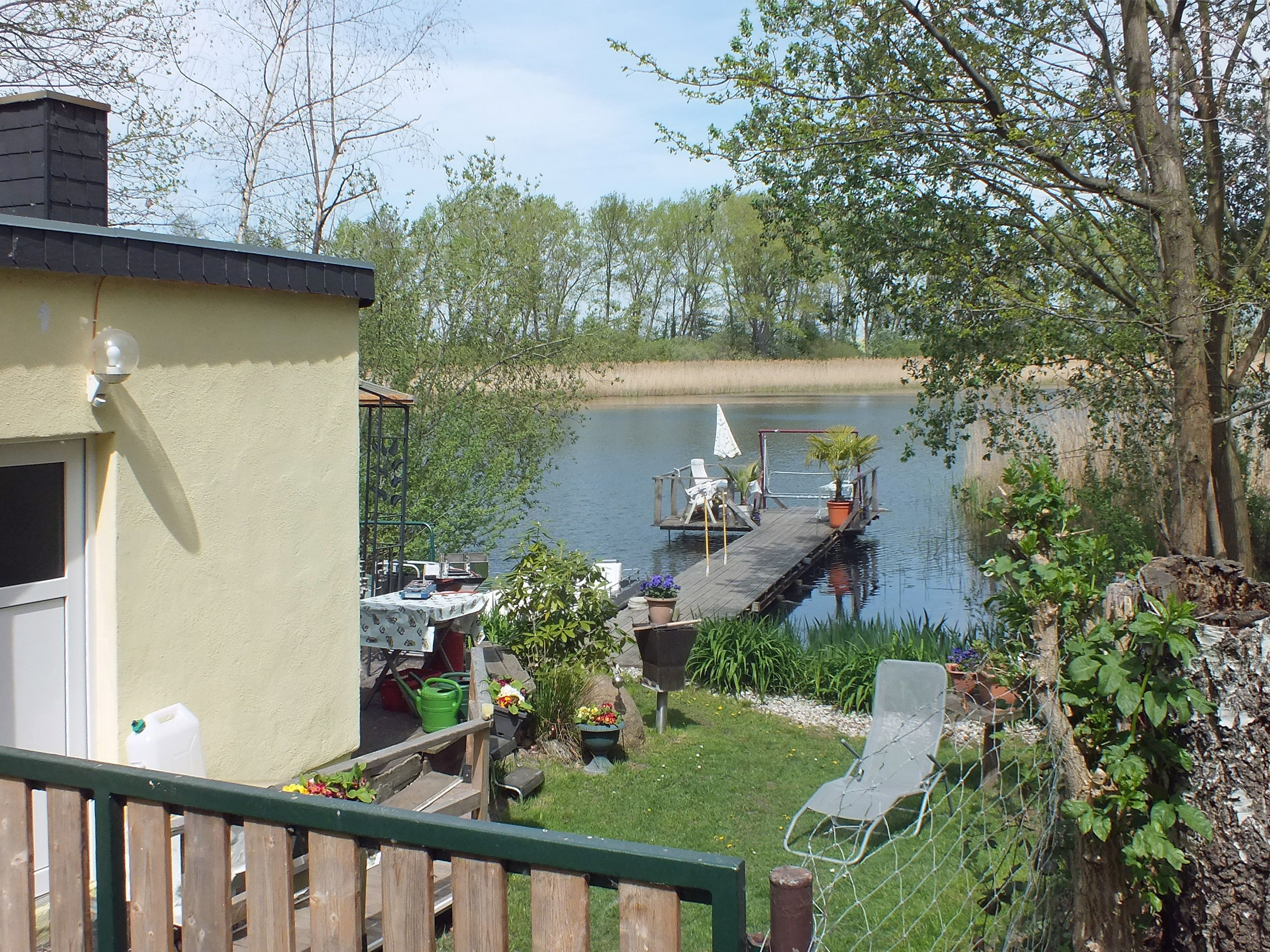
Einzelgrundstück am Galgenteich
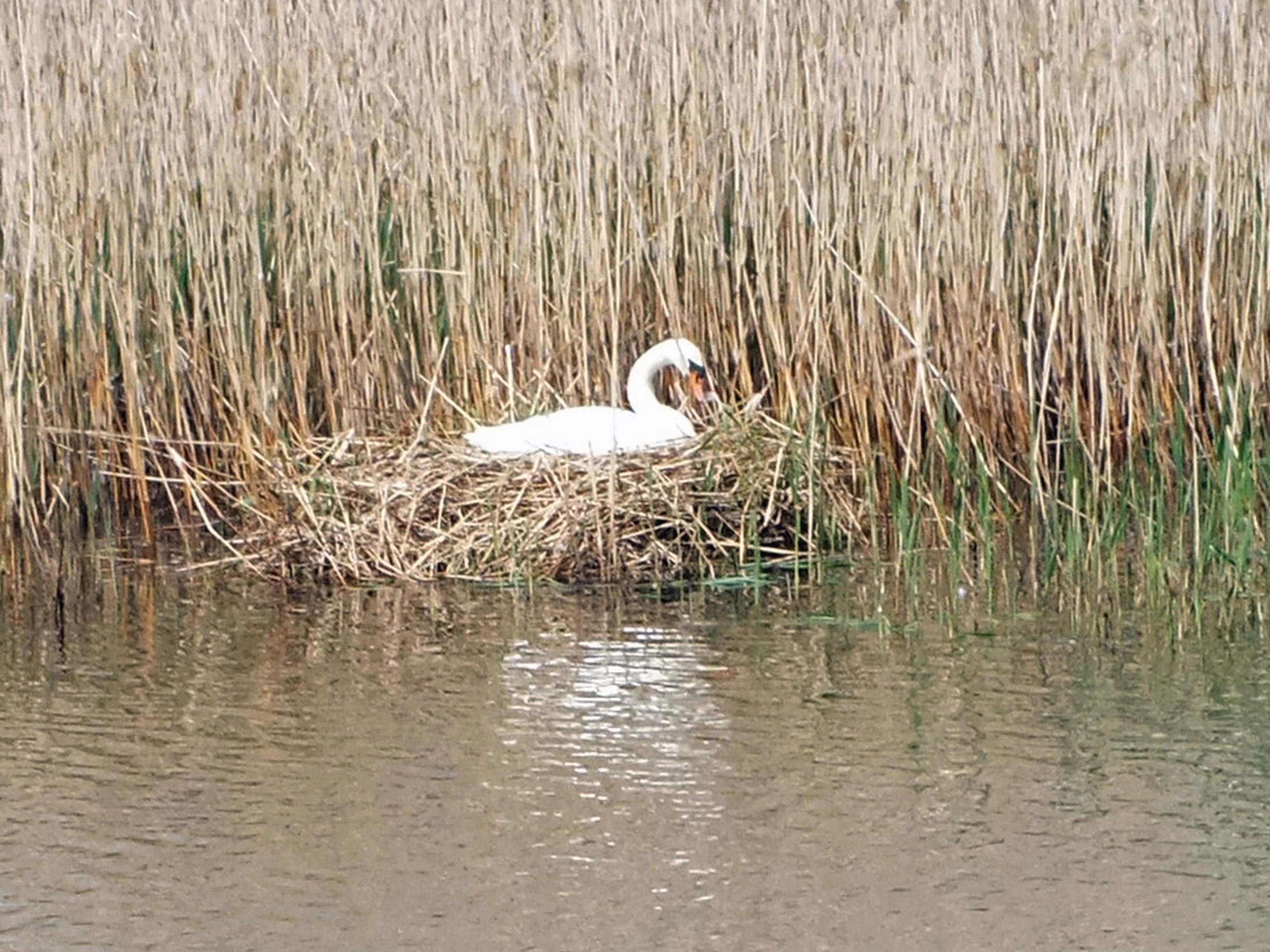
Brütender Schwan auf dem Quellenteich